# Tocuka Júto
Tocuka Júto (戸塚優斗; Hepburn: Yūto Totsuka; Kanagava, Jokohama, Kanagava prefektúra, 2001. szeptember 27. –) olimpikon japán snowboardversenyző.

## Élete
Háromévesen kezdett el sportolni, s első nemzetközi szereplésére 2017-ben, az új-zélandi Cardronában rendezett világkupán került sor, ahol az első helyen végzett.
2018-ban, mindössze 16 évesen ott lehetett a phjongcshangi téli olimpiai játékokon, ahol a férfi hódeszkások félcső versenyszámának döntője nem hozott számára kellő sikert. A finálé második ugrásánál rosszul érkezett a félcső peremére és óriásit esett, s a balesetét követően hordágyon szállították el a pályáról. Végezetül a 11. helyen zárta a viadalt.